# Caleb Jean
Caleb Jean (ur. 25 czerwca 1974) – haitański judoka. Olimpijczyk z Barcelony 1992, gdzie zajął 24. miejsce w wadze półlekkiej.

## Letnie Igrzyska Olimpijskie 1992
| Konkurencja | Eliminacje             | Eliminacje                      | Klas. końcowa |
| Konkurencja | Przeciwnik I           | Przeciwnik II                   | Miejsce       |
| ----------- | ---------------------- | ------------------------------- | ------------- |
| 65 kg       | Joseph Momanyi (KEN) Z | Dambijnjamyn Maralgerel (MGL) P | 24.           |